# Ognjen Vranješ
Pour les articles homonymes, voir Vranješ.
Ognjen Vranješ, né le 24 octobre 1989 à Banja Luka (RFS de Yougoslavie, aujourd'hui en Bosnie-Herzégovine), est un footballeur international bosnien. Pouvant évoluer au poste de défenseur central ou d'arrière droit au FK Čukarički.
Avec sa sélection, il participe à la Coupe du monde de 2014.
Son frère Stojan est également footballeur, et joue lui aussi en équipe nationale.

## Biographie
Le 20 juin 2018, il s'engage avec le RSC Anderlecht pour 4 ans en provenance de l'AEK Athènes. Le montant du transfert s’élèverait à 3,20 millions d'euros.

## Statistiques
Le tableau ci-dessous récapitule les statistiques d'Ognjen Vranješ lors de sa carrière en club :
| Saison                | Club                     | Championnat           | Championnat | Championnat | Coupe(s) nationale(s) | Coupe(s) nationale(s) | Compétition(s) continentale(s) | Compétition(s) continentale(s) | Compétition(s) continentale(s) | Total | Total |
| Saison                | Club                     | Division              | M.          | B.          | M.                    | B.                    | Comp.                          | M.                             | B.                             | M.    | B.    |
| 2008-2009             | Borac Banja Luka         | 1                     | 13          | 1           | -                     | -                     | -                              | -                              | -                              | 13    | 1     |
| 2008-2009             | Étoile rouge Belgrade    | 1                     | 4           | 0           | -                     | -                     | -                              | -                              | -                              | 4     | 0     |
| 2009-2010             | Napredak Kruševac (prêt) | 1                     | 12          | 1           | -                     | -                     | -                              | -                              | -                              | 12    | 1     |
| 2010-2011             | Sheriff Tiraspol (prêt)  | 1                     | 9           | 0           | -                     | -                     | C1+C3                          | 6+4                            | 0+0                            | 19    | 0     |
| 2011-2012             | FK Krasnodar             | 1                     | 29          | 0           | 2                     | 0                     | -                              | -                              | -                              | 31    | 0     |
| 2012-2013             | FK Krasnodar             | 1                     | 8           | 1           | 1                     | 0                     | -                              | -                              | -                              | 9     | 1     |
| 2012-2013             | Alania Vladikavkaz       | 1                     | 7           | 2           | -                     | -                     | -                              | -                              | -                              | 7     | 2     |
| 2013-2014             | Elazığspor               | 1                     | 13          | 0           | 1                     | 0                     | -                              | -                              | -                              | 14    | 0     |
| 2014-2015             | Gaziantepspor            | 1                     | 11          | 0           | -                     | -                     | -                              | -                              | -                              | 11    | 0     |
| 2015-2016             | Gaziantepspor            | 1                     | 12          | 0           | 2                     | 0                     | -                              | -                              | -                              | 14    | 0     |
| 2015-2016             | Sporting de Gijón        | 1                     | 11          | 0           | -                     | -                     | -                              | -                              | -                              | 11    | 0     |
| 2016-2017             | Tom Tomsk                | 1                     | 7           | 1           | -                     | -                     | -                              | -                              | -                              | 7     | 1     |
| Total sur la carrière | Total sur la carrière    | Total sur la carrière | 136         | 6           | 6                     | 0                     | -                              | 10                             | 0                              | 152   | 6     |

## Palmarès
- Championnat de Grèce : 2018